# M.17 (dirigibile)
Il dirigibile M.17 era un dirigibile di tipo semirigido costruito in Italia dallo Stabilimento Costruzioni Aeronautiche di Pontedera nella seconda metà degli anni dieci del XX secolo per scopi militari. L'M.17 apparteneva alla "Classe M", sottoversione Ma (M alleggerito), progettata dall'ingegnere Gaetano Arturo Crocco. Nel corso della prima guerra mondiale l'aeronave, assegnata alla Regia Marina effettuò una missione di guerra al comando del tenente di vascello Renato Strazzeri.

## Storia del progetto
Durante il corso delle operazioni belliche dei dirigibili della classe M del Regio Esercito e della Regia Marina divenne evidente che la migliore difesa contro i velivoli nemici e il tiro della armi contraeree restava il potere salire a quote molto elevate. Per questo motivo venne studiata una particolare sottoversione del modello M che fu ridesignata Ma (M alleggerito) noto anche come Maq (medio alta quota). Questi dirigibili erano dotati di involucro alleggerito, navicella di dimensioni ridotte, zavorra aumentata e carico di bombe ridotto. Con l'alleggerimento fu possibile aumentare il carico a 5.600 kg e la quota di tangenza massima a 4 700 m, mentre la velocità massima raggiungibile era pari a 65 km/h.

## Tecnica
Si trattava di un dirigibile di tipo semirigido con la navicella, costruita in tubi d'acciaio rivestiti in tela, capace di trasportate 20 persone, appesa al pallone a mezzo cavi collegati ai nodi di una catenaria di cavo d'acciaio, cucita sulla gualdrappa del dirigibile e collegata alla trave rigida di carena. I timoni di direzione erano due, posizionati sulla parte posteriore del dirigibile, ed aventi configurazione biplana.
La propulsione era affidata a due motori Maybach-Itala D.2 a 6 cilindri in linea raffreddati ad acqua, eroganti la potenza di 220 CV ciascuno, posizionati in coppia al centro della navicella ed azionanti eliche quadripala lignee. I propulsori consentivano all'aeronave di raggiungere una velocità massima di circa 65 km/h.

## Impiego operativo
L'aeronave M.17 fu montata e allestita a Campi Bisenzio dal novembre 1917 al gennaio 1918. Trasferita sull'aeroscalo di Pontedera fu consegnata alla Regia Marina l'11 gennaio 1918, posta al comando del tenente di vascello Renato Strazzeri coadiuvato dal comandante in seconda Capitano del Genio Navale Felice De Stefano con l’Ufficiale di bordo Sottotenente del Genio Guglielmo Brambilla ed i motoristi Capo di 2ª Classe Umberto Crescentini, Sottocapo Giuseppe Monteleone e Luigi Bellagamba. Sette giorni dopo fu trasferita sull'aeroscalo di Ferrara da dove decollò per la prima missione bellica il 4 febbraio 1918. La missione prevedeva il bombardamento di cinque campi d'aviazione nemici situati a nord della confluenza Meduna-Livenza. A causa delle avverse condizioni meteorologiche, con addensamenti nuvolosi, il comandante decise di attaccare il bersaglio alternativo costituito dal ponte di Latisana sul Tagliamento. Sulla via del rientro già, colpito dal fuoco contraereo nemico, all'altezza di Venezia, per cause non accertate il dirigibile si impennò, il motore di dritta si arrestò, e il dirigibile iniziò a perdere quota. Nonostante fosse lanciato fuoribordo tutto il materiale possibile nel tentativo di alleggerire l'aeronave, esso urtò l'acqua 4 miglia ad ovest del Faro Rocchetta, nella laguna veneta. A causa della vicinanza delle linea del fronte non fu possibile recuperare l'aeronave che andò distrutta. All'epoca l'aeronave aveva eseguito 12 missioni, di cui una di guerra dove aveva lanciato 900 kg di bombe.

## Utilizzatori
Italia
- Regia Marina

### Fonti
1. ↑  Pesce 1982, p. 139.
2. 1 2 3 4 5 6  Pesce 1982, p. 59.
3. 1 2 3  Pesce 1982, p. 56.
4. 1 2 3  Mancini 1936, p. 239.
5. 1 2 3 4  Pesce 1982, p. 73.
6. 1 2  Mancini 1936, p. 240.